# Con El Mazo Dando
Con El Mazo Dando (em português: Com o Porrete Batendo) é um programa de televisão venezuelano. É transmitido todas as quartas-feiras às 19h na Venezolana de Televisión e TVes. É apresentado por Diosdado Cabello. Seu programa irmão Nos Vemos en la Radio (português: Vejo Você no Rádio) também é transmitido pela Radio Nacional de Venezuela.

## História
No dia 17 de fevereiro de 2014, durante os protestos na Venezuela, Cabello alertou no programa que “nenhuma marcha da oposição entrará no município de Libertador, não passará!”, acrescentando que “é um território de paz” e garantindo que os manifestantes da oposição não não traga “violência” para o município.
Em 2016, depois de a oposição ter entregue ao Conselho Nacional Eleitoral as assinaturas recolhidas para convocar um referendo revogatório do Presidente Nicolás Maduro, Cabello expressou no dia 4 de maio no programa que os diretores dos órgãos públicos que eles assinaram deveriam sair.
Em 2017, Cabello apresentou em seu programa um vídeo no qual se ouvia o violinista e ativista Wuilly Arteaga apoiando o governo de Nicolás Maduro. Wuilly relatou que foi obrigado a gravar clandestinamente todos os dias sem poder tirar a roupa e que as declarações foram manipuladas.

### Golpe Azul
Em 12 de fevereiro de 2015, o prefeito do município de Libertador, Jorge Rodríguez, durante uma transmissão especial, denunciou os participantes de uma suposta tentativa planejada pelo general da aviação Oswaldo Hernández, que foi condenado em maio de 2014 junto com outros nove militares pelos crimes de rebelião e contra o decoro militar.
O presidente da Assembleia Nacional, Diosdado Cabello, anunciou a detenção de oito pessoas em Aragua por funcionários do Serviço Bolivariano de Inteligência Nacional (SEBIN) e a apreensão de diversos equipamentos, incluindo um computador com informações sobre os objetivos táticos do grupo golpista. Também mostrou mapas supostamente localizados nos equipamentos de informática dos protagonistas do Golpe Azul, onde surgiram em Caracas edifícios marcados como objetivos táticos como o Palácio de Miraflores, o Ministério Público da Venezuela, a prefeitura de Caracas, a sede do Ministério da Defesa, o Ministério do Interior, da Justiça e da Paz, o Tribunal Supremo de Justiça (TSJ), o Conselho Nacional Eleitoral (CNE), a Direção Geral de Contraespionagem Militar (DGCIM) e gabinetes da Telesur.
O Foro Penal declarou que os suspeitos acusados eram presos políticos e que foram condenados sem provas, e seu diretor Alfredo Romero descreveu a sentença como arbitrária.

## Intimidação e incriminação

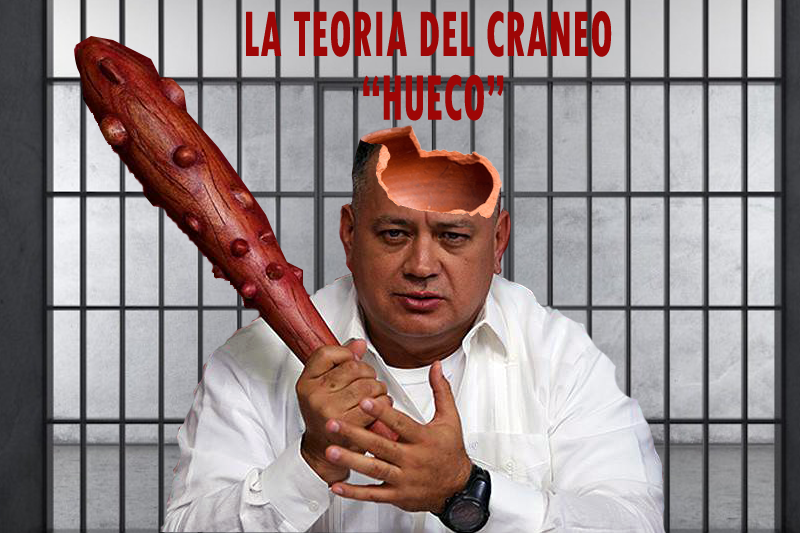
Diosdado Cabello com seu porrete em uma imagem satírica.

Neste programa, Cabello fala sobre a visão do governo sobre diversos temas políticos e apresenta acusações contra a oposição. A Comissão Interamericana de Direitos Humanos (CIDH) expressou preocupação sobre como o programa intimidou as pessoas que foram à CIDH denunciar o governo. Alguns comentaristas venezuelanos compararam o uso de conversas privadas gravadas ilegalmente em programas como o de Cabello às práticas em vigor na Alemanha Oriental, conforme mostrado no filme A Vida dos Outros.
A Anistia Internacional denunciou a forma como Cabello revelou detalhes sobre os planos de viagem de dois defensores dos direitos humanos no seu programa e como ele demonstra rotineiramente a monitorização estatal de pessoas que possam discordar do governo.
Em 2022, a Anistia Internacional divulgou um relatório, juntamente com as ONG venezuelanas Centro de Defensores e Justiça (CDJ) e Foro Penal, identificando mais de 300 eventos de estigmatização entre janeiro de 2019 e junho de 2021. O relatório mostrou uma coordenação entre estigmatização e repressão contra pessoas críticas ou desconfortáveis para o governo, incluindo Con el Mazo Dando como uma das ferramentas de estigmatização para prender arbitrariamente e um dos meios de comunicação onde as mensagens de ódio contra os venezuelanos foram repetidas com mais frequência antes de suas prisões ocorrerem, juntamente com os portais digitais pró-governo Misión Verdad e Lechuguinos.

### Lei contra o Ódio
Cabello foi acusado pelo público venezuelano de incitar ao ódio contra opositores através do programa, visto que é frequentemente visto acusando e incriminando ativistas e cidadãos da oposição venezuelana, bem como personalidades internacionais, com supostos planos de golpe e/ou terroristas contra o governo de Nicolás Maduro. Desde que a polêmica Lei contra o Ódio foi sancionada pela Assembleia Nacional Constituinte de 2017, vários setores da sociedade venezuelana questionaram se tal lei seria aplicada a Cabello por incitar ao ódio em seu programa. No entanto, até o momento os réus foram apenas opositores.